# Claus Eurich
Claus Eurich (* 1950) ist ein deutscher Publizist, Kontemplationslehrer, Hochschullehrer für Kommunikation und Ethik (em.).

## Leben
Claus Eurich studierte Kommunikationswissenschaft, Ethnologie und Politologie. 1976 wurde er mit einer Arbeit über Politische Meinungsführer promoviert. 1979 habilitierte er sich mit einer Schrift über Kommunikative Partizipation und lehrte 42 Jahre lang in Dortmund und andernorts. Von 1976 bis 2017 hatte er die Professur für Kommunikation und Ethik am Institut für Journalistik der TU Dortmund inne. Er war wesentlich am Aufbau des Journalistikstudiengangs an der TU Dortmund beteiligt.
Hauptlehr- und -forschungsgebiete sind Ethik, Kommunikationstheorien und Medientheorien, Kulturtheorien sowie Gewaltfreie Kommunikation und Friedensjournalismus. Er ist Autor zahlreicher Veröffentlichungen. Seine Interessensgebiete sind Ethik, Spiritualität und Kontemplation.

„Das evolutionäre Niveau, auf dem sich die Menschheit befindet, ist von Zentrismen auf allen Ebenen geprägt. Sie reichen vom Egozentrismus bis zum Anthropozentrismus. Neben den außerordentlichen Hervorbringungen in Wissenschaft, Kultur, Medizin und Technologie kennzeichnet diese Phase die Abspaltung vom Leben in seiner Vielfalt und Ganzheit und die damit zwangsläufig verbundenen Krisen und Zerstörungen. Noch immer glauben wir unsere Identität durch Abgrenzung finden zu können. Als Folge steht das Überleben des Menschen an sich auf diesem Planeten mittlerweile zur Disposition. Auch wenn ein realistischer und ungeschönter Blick in die Zukunft eher skeptisch und ernüchternd ausfallen wird, so ist gerade das Hinweis und Ermahnung, das wunderbare Potential, das im Menschen ruht, zu erkennen und endlich zu befreien.“

## Schriften (Auswahl)

### Autor
- Das verkabelte Leben. Reinbek 1980
- 30 Jahre Fernsehalltag (zusammen mit Gerd Würzberg). Reinbek 1983
- Computerkinder. Wie die Computerwelt das Kindsein zerstört. Reinbek 1985
- Die Megamaschine. Vom Sturm der Technik auf das Leben und Möglichkeiten des Widerstands. Frankfurt 1988
- Tödliche Signale. Die kriegerische Geschichte der Informationstechnik. Frankfurt 1991.
- Die Kraft der Sehnsucht. Kontemplation und ökologisches Engagement. München 1996/1998.
- Mythos Multimedia. Über die Macht der neuen Technik. München 1998.
- Die Kraft der Friedfertigkeit. Gewaltlos leben. München 2000.
- Spiritualität und Ethik. Auf dem Weg zu einem Ethos des Einsseins. Stuttgart 2003.
- Die heilende Kraft des Scheiterns. Ein Weg zu Wachstum, Aufbruch und Erneuerung. Petersberg 2006.
- Wege der Achtsamkeit. Über die Ethik der gewaltfreien Kommunikation. Petersberg 2008.
- Das Gute im Bösen. Die Versuchung als Impuls für das innere Wachstum. Petersberg 2010.
- Über den eigenen Schatten springen. Vom Ego in die Liebe zum Leben. Petersberg 2015.
- Führungskunst. Ethik, Kommunikation, Motivation, Vision, Integrale Vernunft. Petersberg 2015.
- Aufstand für das Leben. Vision für eine lebenswerte Erde. Petersberg 2016
- Radikale Liebe. Die Lebensethik Albert Schweitzers – Hoffnung für Mensch und Erde. Petersberg 2019
- Endlichkeit und Versöhnung. Minima Spiritualia. München, Claudius, 2022
- Im Zwischenraum. Reflexionen für ein erfülltes Leben. München, Claudius, 2024

### Herausgeberschaft
- zusammen mit Imme de Haen: Hören und Sehen. Die Kirche des Wortes im Zeitalter der Bilder., Stuttgart 1991.
- zusammen mit Ute Bertrand: Informationsmuster Mensch. Zur Verschmelzung von Informations- und Biotechnologie. Bonn/Dortmund 1992.
- Gesellschaftstheorie und Mediensystem. Interdisziplinäre Zugänge zur Beziehung von Medien, Journalismus und Gesellschaft. Münster 2002.